# Oscar (bande dessinée)
Pour les articles homonymes, voir Oscar.
 (avril 2018).
Si vous disposez d'ouvrages ou d'articles de référence ou si vous connaissez des sites web de qualité traitant du thème abordé ici, merci de compléter l'article en donnant les références utiles à sa vérifiabilité et en les liant à la section « Notes et références ».
Oscar est une série de bande dessinée publiée aux éditions Dupuis, scénarisée par Denis Lapière et dessinée par Christian Durieux. La série a été publiée dans le magazine Spirou de janvier 2001 à 2008.  

## Synopsis
Oscar est un jeune garçon, apparemment orphelin. Il vit dans une maison d'enfants appelée la Maison bleue, et utilise souvent des stratagèmes afin de ne pas y retourner. Il est doué pour raconter des histoires de son imagination débordante afin d'embobiner ceux qui lui en veulent notamment le sergent Mille-Gachettes qui tente par tous les moyens de le ramener à la Maison bleue. 

## Personnages
- Oscar : C'est un jeune garçon apparemment orphelin. D'une imagination débordante, il n'hésite jamais à s'inventer une vie, souvent rocambolesque, afin de se sortir de toutes les situations difficiles. Nonobstant l'énormité des histoires qu'il raconte, en général, les gens y croient.
- Élise — ou Mlle Élise : Directrice de la Maison bleue, elle tente désespérément d'y faire revenir Oscar.
- Khartoum : C'est un SDF qui s'est lié d'amitié avec Oscar.
- Le sergent Mille-gâchettes : Il tient son surnom d'un juron qu'il pousse souvent : «  Mille millions de mille gâchettes ! » Il mène des tentatives infructueuses pour ramener Oscar à la Maison bleue et a un faible pour Mlle Élise.
- Les trois truands : Leur nom n'est jamais mentionné. Ce sont trois jeunes qui partagent une motocyclette et qui ont souvent des démêlés avec Oscar et le sergent.

## Albums
1. Boule de gnome (2001)
2. Pagaille dans les nuages (2002)
3. Les Gadjos du cirque (2003)
4. Le Roi des bobards (2004)
5. Chinoiseries (2005)
6. Deux pour le prix d'un (2007)
7. La Belle Amoureuse (2008)